# فلش (فصل ۷)
هفتمین فصل مجموعهٔ تلویزیونی آمریکایی فلش که بر پایهٔ شخصیت بری آلن / فلش از دی‌سی کامیکس ساخته شده، برای نخستین بار در ۲ مارس ۲۰۲۱ در سی‌دابلیو نمایش داده شد. داستان این فصل در مورد بری است که در تلاش برای متوقف کردن اوا مک‌کالک (با بازی افرات دور) و یافتن راهی برای یافتن همسر گمشدهٔ خود، آیریس وست آلن است. این فیلم در ارو ورس واقع شده‌است و اسپین‌آفی از کماندار است. این فصل توسط برلانتی پروداکشنز، وارنر برادرز تله‌ویژن و دی‌سی انترتینمنت تولید می‌شود و اریک والاس به عنوان شورانر فعالیت می‌کند.